# Vilela, Seramil e Paredes Secas
Vilela, Seramil e Paredes Secas (oficialmente: União das Freguesias de Vilela, Seramil e Paredes Secas) é uma freguesia portuguesa do município de Amares, com 8,6 km² de área e 554 habitantes (censo de 2021). A sua densidade populacional é 64,4 hab./km².

## História
Foi constituída em 2013, no âmbito de uma reforma administrativa nacional, pela agregação das antigas freguesias de Vilela,  Seramil e Paredes Secas.

## Demografia
A população registada nos censos foi:
| Distribuição da População por Grupos Etários | Distribuição da População por Grupos Etários | Distribuição da População por Grupos Etários | Distribuição da População por Grupos Etários | Distribuição da População por Grupos Etários | Distribuição da População por Grupos Etários |
| -------------------------------------------- | -------------------------------------------- | -------------------------------------------- | -------------------------------------------- | -------------------------------------------- | -------------------------------------------- |
| Antes da agregação                           |                                              |                                              |                                              |                                              |                                              |
| Ano                                          | 0-14 anos                                    | 15-24 anos                                   | 25-64 anos                                   | >= 65 anos                                   | Total                                        |
| 2001                                         | 137                                          | 112                                          | 305                                          | 138                                          | 692                                          |
| 2011                                         | 110                                          | 76                                           | 310                                          | 149                                          | 645                                          |
| Após a agregação                             |                                              |                                              |                                              |                                              |                                              |
| Ano                                          | 0-14 anos                                    | 15-24 anos                                   | 25-64 anos                                   | >= 65 anos                                   | Total                                        |
| 2021                                         | 69                                           | 64                                           | 277                                          | 144                                          | 554                                          |